# Milano-Taranto
La Milano-Taranto, abbreviata Mi-Ta, è una corsa motociclistica di gran fondo su strada che si è disputata in forma agonistica dal 1937 al 1940 e dal 1950 al 1956. 
A partire dal 1987, si svolge annualmente una rievocazione storica che prevede il percorso originario, con arrivo a Taranto, organizzato dal Moto Club Veteran “San Martino” di San Martino in Colle.

## Storia
Già a partire dal 1919, vi fu raid motociclistico con partenza Milano e arrivo a Caserta, denominato "Freccia del Sud" o "Raid Nord-Sud", la cui prima edizione fu vinta da Luigi Girardi su Garelli 350cc. a cui parteciparono in 29 concorrenti (di cui solo 8 all'arrivo). Successivamente la gara venne sospesa nel 1925 per poi essere ripresa nel 1932, per volere di Mussolini. Già all'epoca l'evento vide una buona affluenza e la presenza di future stelle del motorsport, come Tazio Nuvolari, presente su di una Sarolea 500cc il 16-17 settembre 1922, che dopo Modena si ritirerà per problemi meccanici.
Nasce così la Coppa Mussolini, con partenza dall'Idroscalo di Milano ed un percorso pari a 841 Km, che prevedeva l'arrivo a Napoli; l’ultima edizione (del 1936) venne vinta da Omobono Tenni su Guzzi 500cc.
Nel 1937 il percorso venne rivisto dal tarantino Mario D'Eintrona, dirigente dell'allora Reale Federazione Motociclistica Italiana, con l'avallo del Presidente dello stesso ente, nonché Console della Milizia della Strada, Ugo Leonardi, realizzando il prolungamento fino a Taranto della precedente Coppa Mussolini, modifica che portò l'intera distanza sino a 1.400 km, distanza considerevole tenendo conto dei mezzi dell'epoca e del fatto che I piloti dovessero coprire il percorso in una notte. Si trattava dunque di un raid che metteva a dura prova i concorrenti, che spesso arrivavano in meno della metà rispetto ai partenti, a causa di numerose insidie lungo il tragitto; basti pensare che molte strade non erano ancora asfaltate, inoltre le condizioni meteo si dimostravano estremamente variabili. La partenza venne spostata a Rogoredo, allora periferia di Milano, mentre il traguardo era posto sul Lungomare di Taranto.
Alla mezzanotte del 2 maggio 1937 prese il via da Milano la prima edizione della corsa lunga 1.283 km, e la novità venne accolta con entusiasmo, tanto che si passò dai 72 concorrenti dell'anno precedente a ben 116 partenti su 135 iscritti. Il traguardo fu raggiunto da soli 57 motociclisti e l'edizione fu vinta da Guglielmo Sandri su una Moto Guzzi 500 bicilindrica, viaggiando ad una media di circa 104 Km/h. Tra i concorrenti della prima edizione vi si trovavano, inoltre, campioni affermati come Dorino Serafini, Aldo Pigorini Amilcare Rossetti, Alberto Ascari (futuro campione del volante). 
La seconda edizione della corsa fu vinta da Giordano Aldrighetti su una moto Gilera 4C con compressore della scuderia di Enzo Ferrari, viaggiando alla media di circa 118 km/h e stabilendo un record destinato a restare imbattuto.
La terza edizione della corsa fu vinta da Ettore Villa su una moto Gilera 500 sport monocilindrica viaggiando ad una media di circa 97 km/h, contro tutti i pronostici che vedevano favorite le moto Gilera 4 cilindri ma che furono vittime delle cadute dei loro piloti.
Al termine della quarta edizione, che fu vinta da Guido Cerato su Moto Guzzi Condor, l'attività motociclistica subisce le conseguenze della Seconda guerra mondiale ormai imminente, e che porterà alla sospensione delle successive edizioni. La corsa riprese nel 1950 con la quinta edizione, e vide al nastro di partenza 121 piloti dei quali solo 46 giunsero al traguardo. La corsa fu vinta da Guido Leoni su una Moto Guzzi 500 monocilindrica.
La manifestazione continuerà a chiamarsi “Coppa Mussolini” sino al 1950, da quel momento si chiamerà semplicemente “Milano-Taranto” e le successive edizioni furono le più belle e popolari, sia per partecipanti che per pubblico. La rinnovata manifestazione, al suo sorgere contribuì e non poco, a far dimenticare le bruttezze di una guerra finita solo pochi anni prima, unendo simbolicamente due capi del paese.

## I Percorsi
La celebre corsa, che vide anche i piloti delle cilindrate intermedie contendersi il primato, utilizzò durante le 11 edizioni due percorsi diversi, quello “Classico” e quello “Adriatico”, quest'ultimo utilizzato solo nelle edizioni del 1952 e 1955:
- Il Percorso Classico: Milano, Lodi, Piacenza, Parma, Reggio Emilia, Modena, Bologna, Passo della Futa, Pistoia, Firenze, Poggibonsi, Siena, Radicofani, Viterbo, Roma, Frosinone, Cassino, Capua, Napoli, Avellino, Ariano Irpino, Foggia, Bari e Taranto;
- Il Percorso Adriatico: Milano, Lodi, Piacenza, Parma, Reggio Emilia, Modena, Bologna, Forlì, Cesena, Pesaro, Ancona, Macerata, Foligno, Spoleto, Terni, Roma, Frosinone, Cassino, Capua, Napoli, Avellino, Ariano Irpino, Foggia, Bari e Taranto.

## La fine
L'ultima edizione del 1956 fu vinta da Pietro Carissoni su Gilera 500 Saturno "Piuma". Nel 1957, dieci giorni prima della partenza, la manifestazione venne annullata, sull'onda delle proteste che avevano investito il mondo delle corse su strada, in seguito alla tragedia di Guidizzolo, in cui avevano trovato la morte un pilota, un copilota e nove spettatori, tra i quali cinque bambini. Nonostante la preparazione della XII Milano-Taranto fosse già molto avanti, la risonanza suscitata dalla tragedia avvenuta durante la 24ª edizione della Mille Miglia decretò la fine della Milano-Taranto e delle gare motoristiche di velocità su strada in Italia.
A partire dal 1987 la Milano-Taranto viene annualmente replicata, sotto forma di rievocazione storica, da centinaia di centauri in sella a moto d'epoca, con arrivo a Taranto sul Lungomare Vittorio Emanuele III.